# Dál Messin Corb
El Dál Messin Corb que gobernó Leinster junto con los Dál Chormaic. Descendientes del hijo de Chú Chorb, Messin Corb,  eran los últimos Dumnonians. En los siglos V y VI fueron desbancados y expulsados de su sede en el Liffey hasta Wicklow.
La rama principal de la dinastía era los Uí Garrchon. El santo de siglo VI, Kevin de Glendalough, descendía de una rama menor de esta dinastía, los Uí Náir.